# مكاريوس الزعيم
مكاريوس الزعيم هو يوحنا بن الخوري بولس بن الخوري عبد المسيح الملقب بالبروطس أي «الزعيم» من قرية كفربهم (محروسة حماة).

## حياته
ولد في أواخر القرن السادس عشر وترعرع على التقوى وحب المعارف، تزوج صغيرا حسب رغبة والده الخوري بولس وأنجب ولدا أسماه (بولس) على اسم جده. وقد أصبح بولس فيما بعد شماسا في دمشق. هاجر والد مكاريوس الزعيم إلى حلب في مطلع القرن السادس عشر مع من هاجر من كفربهم في زمن السلطان العثماني سليم وعمل كاهنا فبها وهو المشهور بتقواه وسيرته الصالحة. كان الحلبيون مشربين حب والده عارفين قدر خدمته للطائفة فأجمعوا على انتخابه لخدمتهم الروحية فسيم شماسا وقسيسا وتولى خدمة الطائفة بغيرة وجهاد. أتقن يوحنا اللغتين اليونانية والسريانية إضافة إلى العربية على يد الأسقف ملاتيوس أسقف حلب عام (1612) وترجمَ العديد من الكتب إلى اللغة العربية وبعد وفاة زوجته مال إلى التنسك فقصد دير القديس سابا في غور الأردن وصرف فيه سنوات كان فيها رمز الفضيلة والتقى.  

## أسقفيته على حلب
ولما كان كرسي حلب قد فرغ لانتخاب اسقفه ملاتيوس بطريركا سنة (1634)م استقدم مكاريوس من دير القديس سابا وانتخب خلفا لأستاذه فسر الشعب براعيهم الجديد الذي كان لا يوفر جهدا في تعزيز شؤونهم وحفظ حقوقهم فنجت الطائفة في أيامه.

## سيامته بطريركا
وفي مطلع السنة ال (13) لأسقفيته تمت مبايعته بطريركا باجماع الكلمة عليه، وتم الاحتفال في الكنيسة المريمية الكبرى في دمشق بسيامته عام (1647م) بحفلة لم يسبق لها مثيل وشرع في تعزيز شأن الطائفة والغيرة على بنيها. وفي أوائل سنة (1652) خرج لزيارة الرعية فأتى إلى حمص وحماة وانطاكية وحلب. ومن هذه عزم على أن يقصد المسيحيين في أوروبا وروسية ليجمع الحسنات لتسديد ديون الكرسي الأنطاكي التي ورثها عن سلفه فوصل القسطنطينية وبلغاريا ورومانيا ومنها إلى بلاد المسكوب (روسيا) ثم إلى كييف ودخل إلى موسكو سنة (1655) وهناك جرى له استقبال حافل وأمده الملك ألكسيوس بالأموال لإصلاح الكرسي الانطاكي وتسديد الديون وكان ولده بولس يدون كل ما جرى لهم في هذه السفرة.ثم عاد إلى دمشق سنة (1659). وقد كرر السفرة عام (1666) وعاد منها إلى دمشق عام (1669) بأموال كثيرة فعمل على وفاء ما تبقى من ديون وشرع بتزيين الكنيسة المريمية فجملها بالنقوش والثريات والقناديل والكراسي ورمم البطريركية ورمم الكثير من الكنائس في أنحاء الأبرشيات وتثقيف الكهنة وإنشاء المدارس وكان يقول دائما «من يضع يده على المحراث لا يلتفت إلى الوراء» استناداً إلى قول السيد المسيح في إنجيل لوقا: «لَيْسَ أَحَدٌ يَضَعُ يَدَهُ عَلَى الْمِحْرَاثِ وَيَنْظُرُ إِلَى الْوَرَاءِ يَصْلُحُ لِمَلَكُوتِ اللهِ» (لو 9: 62).

## وفاته
بقي مواصلا لاجتهاده في خدمة الرعية والتعريب والتأليف والجمع إلى أن ظهر فريق من رعيته كان يناوئه بدسائس بعض ذوي الغايات فتواطأ عليه أناس من حارة الميدان في دمشق وسمموه فبقي ليلتين يتقلب على فراش الألم ثم لبى دعوة بارئه يوم الأربعاء (12 حزيران عام 1672) ودفن في تل العظام (مقبرة القديس جاورجيوس) في دمشق.